# Hallur Hrafnsson
Hallur Hrafnsson (1120 - 1190) fue un sacerdote de Grenjaðarstaður en Islandia. Sucedió a Björn Gilsson como abad del monasterio de Munkaþverá en 1184, posición que mantuvo hasta su muerte. Era hijo del lögsögumaður Hrafn Úlfhéðinsson.
Aunque Hallur era sacerdote, se casó con Valgerði Þorsteinsdóttir del clan familiar de los Ásbirningar, hija de Þorsteinn Ásbjörnsson. Los sacerdotes islandeses todavía podían casarse en aquel tiempo. Uno de sus hijos fue Eyjólfur Hallsson ofláti, abad del monasterio de Saurbæjar entre 1206 y 1212.